# Маяк (Запорожская область)
Маяк (укр. Маяк) — село,
Новгородковский сельский совет,
Мелитопольский район,
Запорожская область,
Украина.
Код КОАТУУ — 2323081607. Население по переписи 2001 года составляло 91 человек.

## Географическое положение
Село Маяк находится на расстоянии в 2,5 км от села Зеленчук и в 5-и км от села Новониколаевка.
По селу протекает пересыхающий ручей с запрудой.

## История
- 1928 год — дата основания.

## Известные жители
- В. К. Загной — Герой Советского Союза, гвардии рядовой 58-й гвардейской стрелковой дивизии, совершивший подвиг в 1945 году при форсировании Одера.[3]